# LED不透明レンズ
LED不透明レンズ（エルイーディーふとうめいレンズ）とは、LEDを電球のように配列し、反射板を使って均等に光らせているタイプのレンズである。信号電材やコイト電工、日本信号、京三製作所らが製造する信号機において、使用されている。

## 信号用
不透明レンズ（レンズユニットタイプ）は、素子タイプよりもLED節約型になっている。2007年頃には歩行者用信号機でもパナソニックを除く各社がLED不透明レンズを採用し、普及するきっかけとなった。しかし、西日が当たる時間帯にはレンズを通して反射した太陽の光がまぶしいという欠点がある。そのために先行して不透明レンズを採用した都道府県も粒子式のものへと変更している。そのほかにも薄型化できないという欠点がある。

## 鉄道用
踏切用信号機は、1990年ごろからLEDを使ったタイプが普及した。2007年頃、東邦電機工業により電熱線を取り付けたタイプや列車方向指示器と一体化したタイプの警報機が開発される。三工社のLH型は、点検釜がないため劣化が激しくLHT型から点検釜が標準装備された。また、LHU型からは後ろは角型になっており社章が復活している（2005年前後まで）。その他、大型の警報機用としてOH型も存在する。